# Bernd Bransch
Bernd Branch, né le 24 septembre 1944 à Halle (Allemagne) et mort le 11 juin 2022, est un footballeur international est-allemand.

## Biographie
En tant que défenseur, Bernd Bransch fut international est-allemand à 72 reprises (1967-1976) pour 3 buts.
Il participa aux Jeux olympiques 1972. Il fut titulaire dans tous les matchs (Pologne, Hongrie, Mexique, RFA, URSS, Ghana et Colombie), sans se prendre de carton, ni inscrire de buts. Il sera médaillé de bronze.
Il participe à la Coupe du monde de football de 1974, en RFA. Déjà en éliminatoires, il inscrit un doublé contre la Roumanie (2-0, buts à 42e et à 64e). Il fut titulaire dans tous les matchs (Australie, Chili, RFA, Brésil, Pays-Bas et Argentine), mais il n’inscrit pas de buts.
Il participe aux Jeux olympiques 1976. Il ne joue aucun match jusqu’à la finale. Il fut remplaçant en finale, contre la Pologne, à la 86e minute, à la place de Hans-Jürgen Riediger, et remporte la médaille d’or.
Il joua dans deux clubs : le SC Chemie Halle et FC Carl Zeiss Iéna. Avec le premier il remporte une D2 en 1965. Avec le second, il remporte une coupe de RDA. Il joua 317 matchs en Oberliga pour 43 buts.
En 1968 et en 1974, il est élu meilleur joueur est-allemand de l’année.

## Clubs
- 1962-1973 :  SC Chemie Halle
- 1973-1974 :  FC Carl Zeiss Iéna
- 1974-1977 :  SC Chemie Halle

## Palmarès
- Jeux olympiques
  - Médaille d’or en 1976
  - Médaille de bronze en 1972
- Coupe d'Allemagne de l'Est de football
  - Vainqueur en 1974
- Meilleur joueur est-allemand
  - Meilleur en 1968 et en 1974
- Championnat de RDA de football D2
  - Champion en 1965
- Championnat de RDA de football
  - Vice-champion en 1974

## Référence
1. ↑  (de) « Bernd Bransch ist tot: Halle verliert seinen erfolgreichsten Fußballer » [« Bernd Bransch est mort : Halle perd son meilleur footballeur »], Mitteldeutsche Zeitung, 12 juin 2022 (consulté le 12 juin 2022)